# Алексинцы (Тернопольская область)
Але́ксинцы (укр. Оле́ксинці) — село в Бильче-Золотецкой сельской общине Чортковского района Тернопольской области Украины.
До 2020 года входило в Борщёвский район.
Код КОАТУУ — 6120880301. Население по переписи 2001 года составляло 1073 человека.

## Географическое положение
Село Алексинцы находится на левом берегу реки Серет,
выше по течению на расстоянии в 1 км расположено село Шершеневка,
ниже по течению на расстоянии в 2,5 км расположено село Мушкаров.

## Объекты социальной сферы
- Школа I—II ст.
- Фельдшерско-акушерский пункт.